# Na Vypichu
Na Vypichu je pomístní název z 18. století, který označoval mj. zaniklou usedlost v Praze 6-Břevnově mezi ulicemi Na Vypichu a Bělohorská, poblíž konečné tramvají.

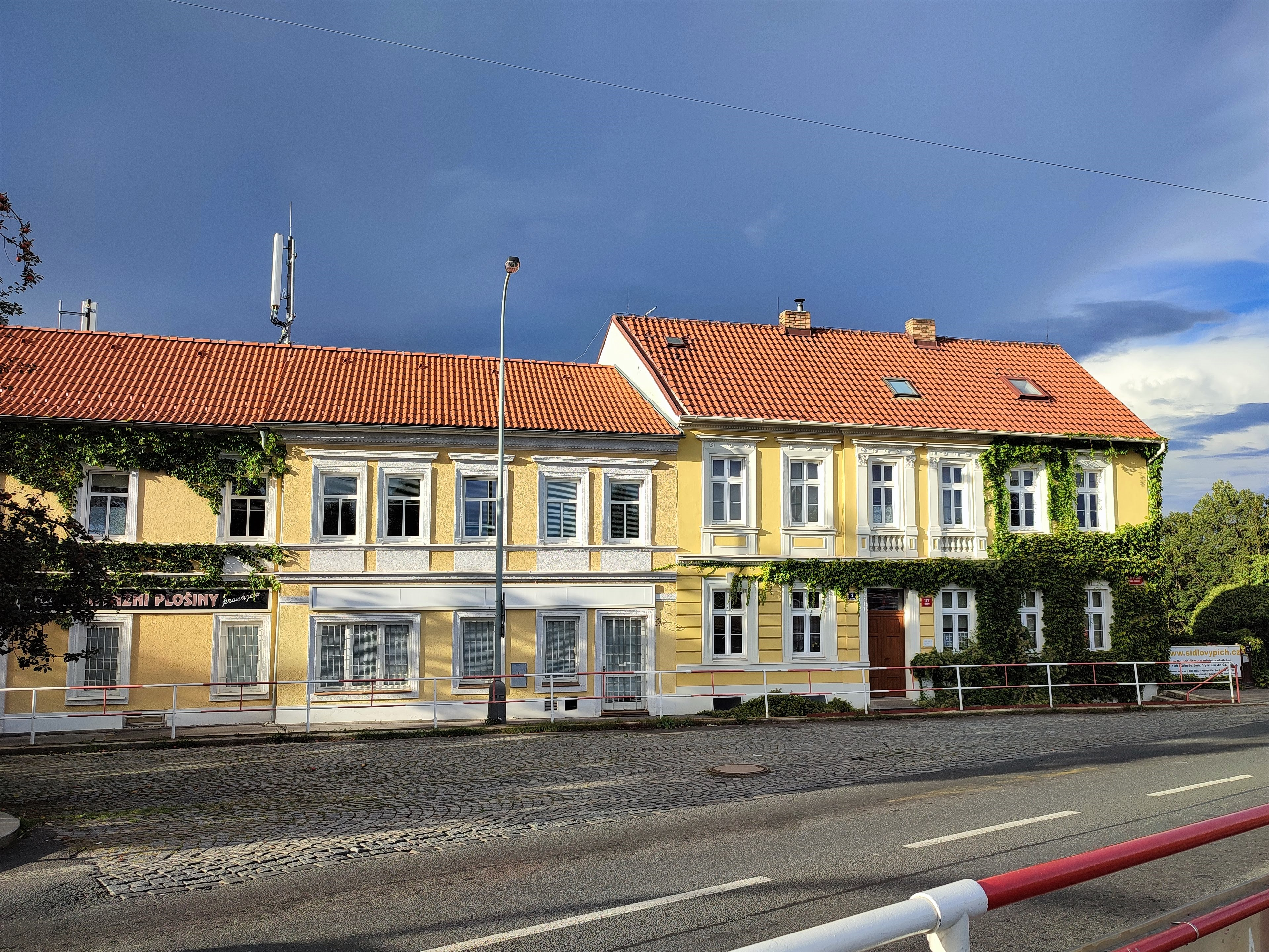
Bělohorská ulice při křižovatce k Vypichu, domy čp. 45, 46 a 117/XVIII na pozemku usedlosti.

## Historie
Název Vypich nebo Na Vypichu se na mapách užíval asi od počátku 18. století pro odlehlé místo za Prahou. Byly na něm vypíchnuty, to jest od vesnice Břevnova izolovány objekty: především stejnojmenná usedlost Na Wipichu, ze severu k ní přiléhal velký pozemek Za panským špeycharem a krchowem neb na Petřinách.
Usedlost byla postavena na samotě mezi lety 1800–1803 a původně se jí říkalo „Nad cihelnou u kříže“; název „Na Vypichu“ nesla od poloviny 19. století. Později zanikla a na jejím pozemku byly postaveny tři řadové domy s popisnými čísly 45, 46 a 117..